# Garson Kanin

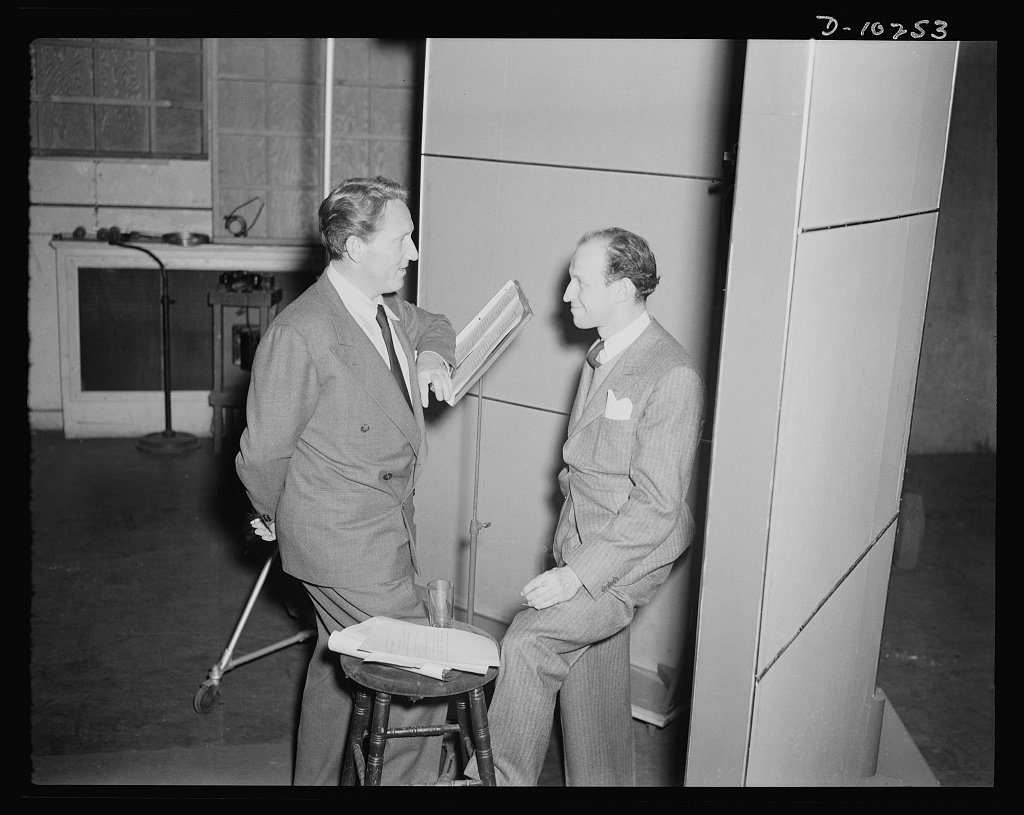
Garson Kanin (höger) och Spencer Tracy 1942.

Garson Kanin, född 24 november 1912 i Rochester i New York, död 13 mars 1999 i New York, var en amerikansk regissör och manusförfattare.

## Biografi
För att hjälpa sin familj ekonomiskt efter börskraschen 1929 hoppade han av studierna och började arbeta som jazzklarinettist och buskiskomiker. Han studerade vid American Academy of Dramatic Arts och gjorde 1933 debut som skådespelare på Broadway. 1937 regisserade han sin första pjäs på Broadway och påföljande år begav han sig till Hollywood, där han framgångsrikt började regissera filmer. Karriären fick dock ett avbrott under andra världskriget när han istället producerade dokumentärer för Office of Emergency Management samt samarbetade med regissören Sir Carol Reed i produktionen av den Oscarbelönade Den stora invasionen (1945), som handlade om Operation Overlord och D-dagen. 
Han återvände sedan till Broadway som manusförfattare. Han var gift med skådespelerskan Ruth Gordon. De skrev tillsammans manuset till bland annat Adams revben, som var en stor succé på Broadway och sedan filmades med Spencer Tracy och Katharine Hepburn i huvudrollerna.

## Filmografi (urval)

### Som regissör
- 1939 – Ungkarlsmamman
- 1940 – Min favorithustru
- 1945 – Den stora invasionen

### Som manusförfattare
- 1949 – Adams revben
- 1950 – Född i går
- 1954 – Sånt händer med flickor